# Копаное
Копаное — деревня в Покровском районе Орловской области России.
Входит в состав Моховского сельского поселения

## География
Деревня расположена западнее посёлка Красный Луч и юго-западнее административного центра поселения — села Моховое. Находится на речке, впадающей в реку Озёрка.
В Копаное заходит просёлочная дорога. Имеются две улицы — Вишнёвая и Малиновая.

## Население
| 2010 |
| ---- |
| 5    |